# Scapania pseudoferruginea
Scapania pseudoferruginea là một loài rêu trong họ Scapaniaceae. Loài này được Amak. mô tả khoa học đầu tiên năm 1964.
Danh pháp khoa học của loài này chưa được làm sáng tỏ. 